# Little Scarcies
Der Little Scarcies (historisch auch Scassos) ist ein Fluss in Westafrika.

## Verlauf
Er entspringt in der Region Mamou in Guinea und führt dort auch den Namen Kaba. Am Südwestrand des Outamba-Kilimi-Nationalparks trifft er mit seinem linker Nebenfluss Mongo zusammen. Kurz zuvor nördlich hiervon fließt der Logo als rechter Nebenfluss in den Little Scarcies. Das Mündungsgebiet am Atlantik in Sierra Leone ist, gemeinsam mit dem Great Scarcies, als Naturschutzgebiet bzw. Meeresschutzgebiet ausgewiesen.